# Uetersen
Uetersen  je mesto v nemški zvezni deželi Schleswig-Holstein.  
Leta 2006 je imelo 17.865  prebivalcev.